# Patsy Kelly
Patsy Kelly, född 12 januari 1910 i Brooklyn, New York, död 24 september 1981 i Woodland Hills, Los Angeles, Kalifornien, var en amerikansk skådespelare.
Hon började sin karriär inom vaudeville redan som barn och mot slutet av 1920-talet skådespelade hon på Broadway. Hon filmdebuterade 1931 och medverkade i Hollywoodfilm fram till 1943. Hon återkom sedan på 1950-talet i TV-roller och gjorde även några filmroller på äldre dagar.
1971 tilldelades hon en Tony Award för sin roll i musikalen No, No, Nanette på Broadway. Hon blev även nominerad till samma pris för sin roll i musikalen Irene 1973.
Hon har en stjärna för insatser inom film på Hollywood Walk of Fame vid adressen 6669 Hollywood Blvd.

## Filmografi (i urval)
- 1934 – En ängel med temperament
- 1935 – Varje kväll klockan 8
- 1935 – Glada musikanter
- 1937 – Stjärna sökes
- 1938 – En cowboy och en lady
- 1938 – Gentleman på luffen
- 1941 – En förbryllande natt
- 1976 – Åh vilken fredag